# Unidad de disco óptico

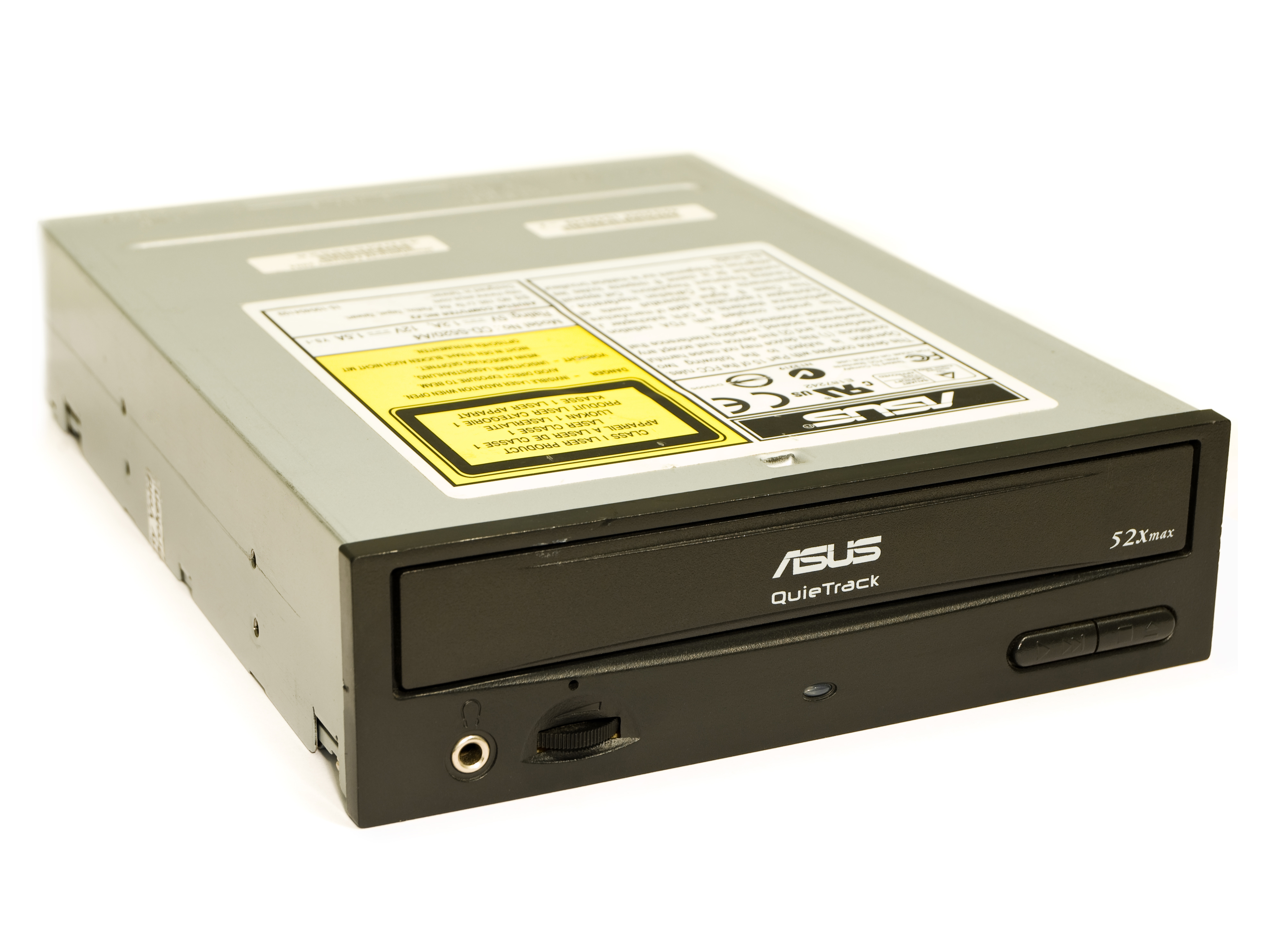
Unidad de CD-ROM interna que se coloca en la carcasa de computadora de escritorio.

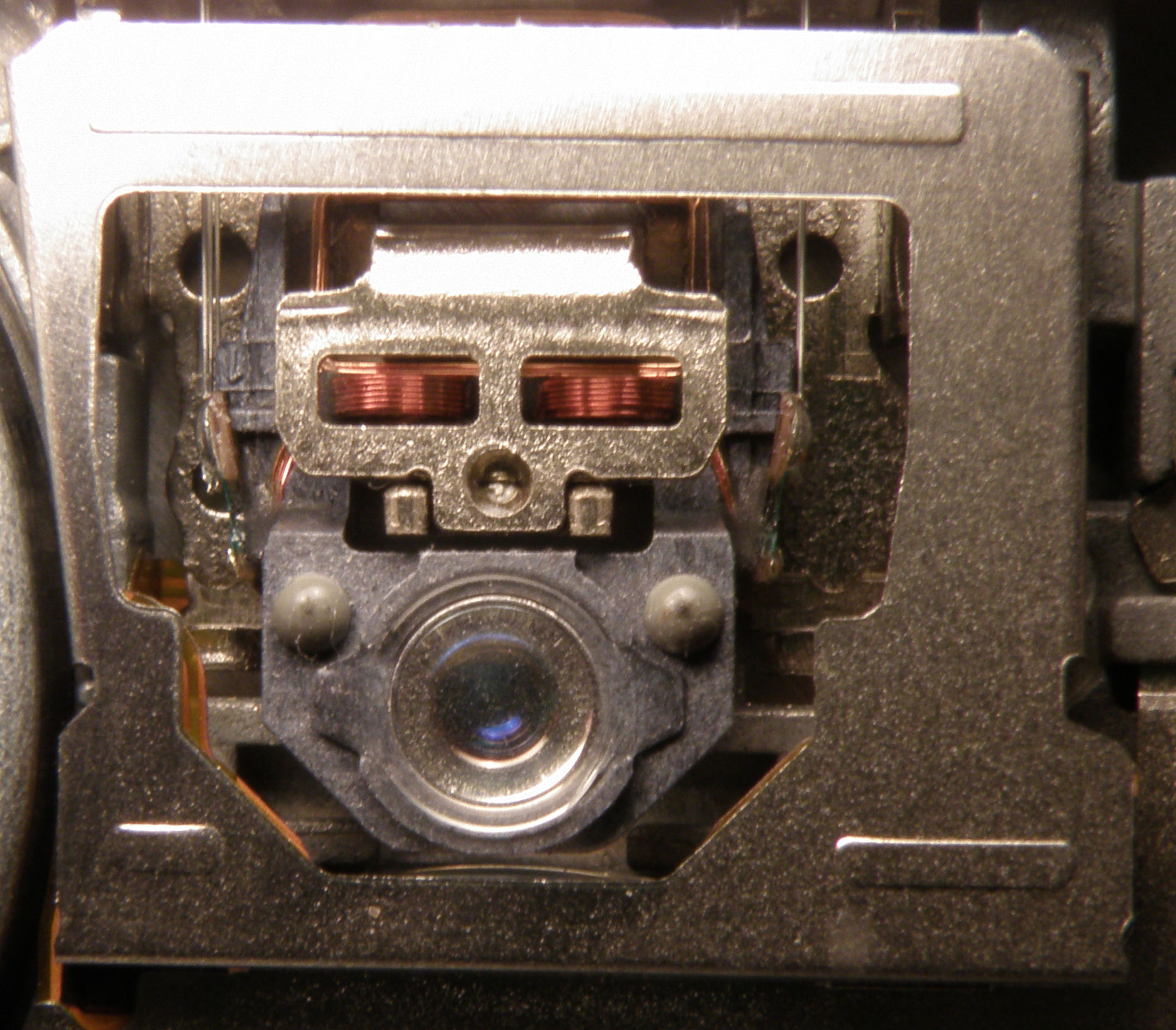
Lente láser de una unidad de disco óptico en una laptop.

En informática, la unidad de disco óptico es la unidad de disco que utiliza una luz láser como parte del proceso de lectura o escritura de datos desde un archivo a discos ópticos a través de luz que interpretan las refracciones provocadas sobre su propia emisión.

Los discos compactos (CD), discos versátiles digitales (DVD) y discos Blu-ray (BD) son los tipos de medios ópticos más comunes que pueden ser leídos y grabados por estas unidades.
El “almacenamiento óptico” es una variante de almacenamiento informático surgida a finales del siglo XX. La historia del almacenamiento de datos en medios ópticos se remonta a los años comprendidos en las décadas de 1970 y 1980.
Se trata de aquellos dispositivos que son capaces de guardar datos por medio de un rayo láser en su superficie plástica, ya que se almacenan por medio de ranuras microscópicas (o ranuras quemadas). La información queda grabada en la superficie de manera física, por lo que solo el calor (puede producir deformaciones en la superficie del disco) y las ralladuras pueden producir la pérdida de los datos, en cambio es inmune a los campos magnéticos y la humedad.
Las unidades de discos ópticos son una parte integrante de los aparatos de consumo autónomos como los reproductores de CD, reproductores de DVD y grabadoras de DVD. También son usados muy comúnmente en las computadoras para leer software y medios de consumo distribuidos en formato de disco, y para grabar discos para el intercambio y archivo de datos. Las unidades de discos ópticos (junto a las memorias flash) han desplazado a las disqueteras y a las unidades de cintas magnéticas para este propósito debido al bajo coste de los medios ópticos y la casi ubicuidad de las unidades de discos ópticos en las computadoras y en hardware de entretenimiento de consumo.
La grabación de discos en general es restringida a la distribución y copiado de seguridad a pequeña escala, siendo más lenta y más cara en términos materiales por unidad que el proceso de moldeo usado para fabricar discos planchados en masa.

## Láser y óptica
La parte más importante de una unidad de disco óptico es el camino óptico, ubicado en un pickup head (PUH), que consiste habitualmente de un láser semiconductor, un lente que guía el haz de láser, y fotodiodos que detectan la luz reflejada en la superficie del disco.
En los inicios, se usaban los láseres de CD con una longitud de onda de 780 nm, estando en el rango infrarrojo. Para los DVD, la longitud de onda fue reducida a 650 nm (color rojo), y la longitud de onda para el Blu-ray fue reducida a 405 nm (color violeta).
Se usan dos servomecanismos principales, el primero para mantener una distancia correcta entre el lente y el disco, y para asegurar que el haz de láser es enfocado en un punto de láser pequeño en el disco. El segundo servo mueve un cabezal a lo largo del radio del disco, manteniendo el haz sobre una estría, un camino de datos en espiral continuo.
En los medios de solo lectura (ROM, read only media), durante el proceso de fabricación la estría, hecha de surcos (pits), es presionada sobre una superficie plana, llamada área (land). Debido a que la profundidad de los surcos es aproximandate la cuarta o sexta parte de la longitud de onda del láser, la fase del haz reflejado cambia en relación con el haz entrante de lectura, causando una interferencia destructiva mutua y reduciendo la intensidad del haz reflejado. Esto es detectado por fotodiodos que emiten señales eléctricas.
Una grabadora codifica (graba, quema) datos en un disco CD-R, DVD-R, DVD+R, o BD-R grabable (llamado virgen o en blanco), calentando selectivamente partes de una capa de tinte orgánico con un láser. Esto cambia la reflexividad del tinte, creando así marcas que pueden ser leídas como los surcos y áreas en discos planchados. Para los discos grabables, el proceso es permanente y los medios pueden ser escritos una sola vez. Si bien el láser lector habitualmente no es más fuerte que 5 mW, el láser grabador es considerablemente más poderoso. A mayor velocidad de grabación, menor es el tiempo que el láser debe calentar un punto en el medio, entonces su poder tiene que aumentar proporcionalmente. Los láseres de las grabadoras de DVD a menudo alcanzan picos de alrededor de 100 mW en ondas continuas, y 225 mW de impulsos.
Para medios regrabables como CD-RW, DVD-RW, DVD+RW, o BD-RE, el láser es usado para derretir una aleación de metal cristalina en la capa de grabación del disco. Dependiendo de la cantidad de energía aplicada, la sustancia puede volver a adoptar su forma cristalina original o quedar en una forma amorfa, permitiendo que sean creadas marcas de reflexividad variante.
Los medios de doble cara pueden ser usados, pero no son de fácil acceso con una unidad estándar, ya que deben ser volteados físicamente para acceder a los datos en la otra cara.
Los medios de capa doble (DL, double layer) tienen dos capas de datos independientes separadas por una capa semireflexiva. Ambas capas son accesibles por el mismo lado, pero necesitan que la óptica cambie el foco del láser. Los medios grabables tradicionales de una capa (SL, single layer) son producidos con una estría en espiral moldeada en la capa protectiva de policarbonato (no en la capa de grabación de datos), para dirigir y sincronizar la velocidad del cabezal grabador. Los medios grabables de doble capa tiene: una primera capa de policarbonato con una estría (superficial), una primera capa de datos, una capa semireflexiva, una segunda capa de policarbonato (de espaciado) con otra estría (profunda), y una segunda capa de datos. La primera estría en espiral habitualmente comienza sobre el borde interior y se extiende hacia fuera, mientras que la segunda estría comienza en el borde exterior y se extiende hacia dentro.
Algunas unidades tienen soporte para la tecnología de impresión fototérmica LightScribe de Hewlett-Packard que permite etiquetar discos recubiertos especialmente.

## Mecanismo de rotación
El mecanismo de rotación de las unidades ópticas difiere significativamente del de los discos duros, en que el segundo mantiene una velocidad angular constante (VAC), en otras palabras un número constante de revoluciones por minuto (RPM). Con la VAC, usualmente en la zona exterior del disco se consigue un mejor throughput (rendimiento) en comparación con la zona interior.
Por otra parte, las unidades ópticas fueron desarrolladas con la idea de alcanzar un throughput constante, inicialmente en las unidades de CD igual a 150 KiB/s. Era una característica importante para hacer streaming de datos de audio, que siempre tiende a necesitar una tasa de bits (bit rate) constante. Pero para asegurar que no se desperdicia la capacidad del disco, un cabezal también tendría que transferir datos a una tasa lineal máxima todo el tiempo, sin detenerse en el borde exterior del disco. Esto ha conducido a que las unidades ópticas (hasta hace poco) operaran a una velocidad lineal constante (VLC). La estría en espiral en el disco pasaba bajo el cabezal a una velocidad constante. Por supuesto la implicación de la VLC, en contraposición a la VAC, hace que la velocidad angular del disco ya no sea constante, por lo tanto el motor rotatorio tiene que ser diseñado para variar la velocidad entre 200 RPM en el borde exterior y 500 RPM en el borde interior.
Las unidades de CD más recientes mantenían el paradigma VLC, pero evolucionaron para alcanzar velocidades de rotación mayores, popularmente descritas en múltiplos de una velocidad base (150 KiB/s). Como resultado, una unidad de 4X, por ejemplo, rotaría a 800-2000 RPM, transfiriendo datos a 600 KiB/s continuamente, lo que es igual a 4 x 150 KiB/s.
La velocidad de base del DVD, o "velocidad 1x", es de 1,385 MB/s, igual a 1,32 MiB/s, aproximadamente 9 veces más rápido que la velocidad base del CD. La velocidad base de una unidad de Blu-ray es de 6,74 MB/s, igual a 6,43 MiB/s.
Existen límites mecánicos respecto a cuan rápido puede girar un disco. Después de una cierta de rotación, cerca de 10 000 RPM, el estrés centrífugo puede causar que el plástico del disco se arrastre y posiblemente se destruya. En el borde exterior de un CD, 10 000 RPM equivalen aproximadamente a una velocidad de 52x, pero en el borde interior solo a 20x. Algunas unidades disminuyen aún más su velocidad de lectura máxima a cerca de 40x argumentando que los discos vírgenes no tendrán peligro de daños estructurales, pero los discos insertados para leer pueden sí tenerlo. Sin las velocidades de rotación más altas, un mayor rendimiento de lectura puede conseguirse leyendo simultáneamente más de un punto en una estría de datos, pero las unidades con tales mecanismos son más caras, menos compatibles, y muy raras.

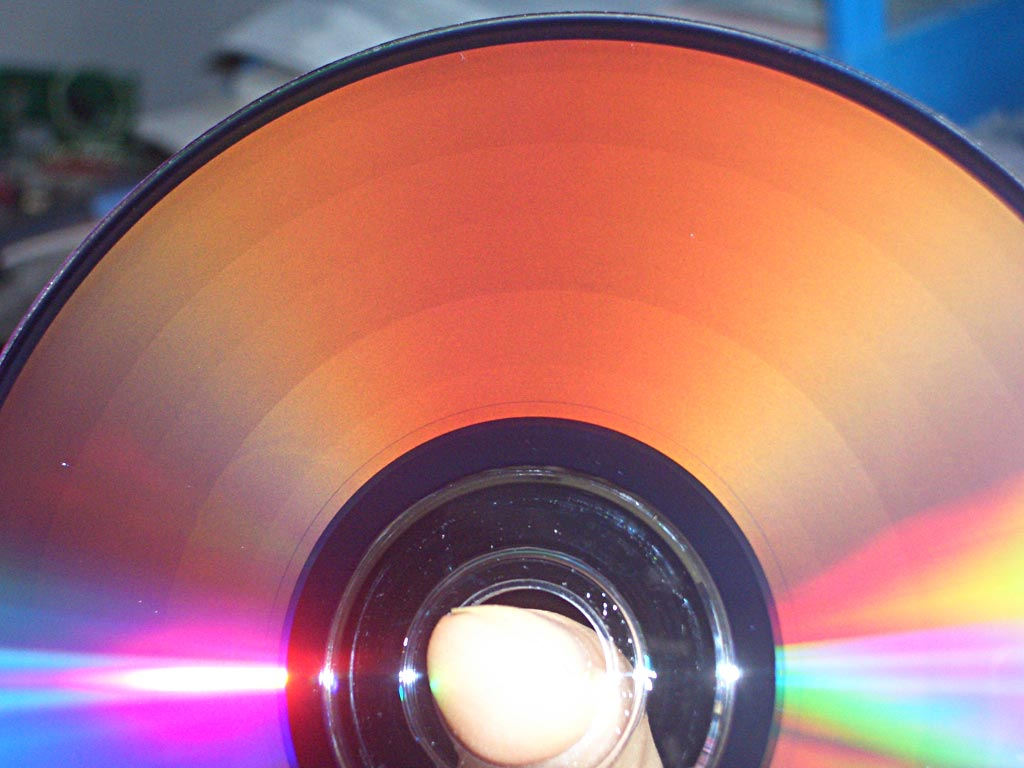
La estrategia de grabación VLC-Z es fácilmente visible después de grabar un DVD-R.

Debido a que mantener una tasa de transferencia constante para el disco entero no es muy importante en la mayoría de los usos contemporáneos de los CD, para mantener la velocidad de rotación del disco a una cantidad baja segura a la vez que se maximiza la tasa de datos, el enfoque VLC puro debió ser abandonado. Algunas unidades trabajan con un esquema VLC parcial (VLCP), cambiando de VLC a VAC solo cuando se alcanza un límite de rotación. Pero cambiar a VAC requiere cambios significativos en el diseño del hardware, por eso en cambio la mayoría de las unidades usan el esquema de velocidad lineal constante por zonas (VLC-Z). Este esquema divide el disco en varias zonas, cada una con su propia velocidad lineal constante diferente. Una grabadora VLC-Z con una tasa de 52x, por ejemplo, grabaría a 20x en la zona más interna y luego incrementaría la velocidad de manera progresiva en varios pasos discretos hasta llegar a 52x en el borde exterior.

## Mecanismos de carga
Las unidades ópticas actuales usan un mecanismo de carga de bandeja, donde el disco es cargado en una bandeja motorizada u operada manualmente, o un mecanismo de carga de zócalo, donde el disco se desliza en un zócalo y es retraído hacia dentro por rodillos motorizados. Las unidades de carga de zócalo tienen la desventaja de no ser compatibles con los discos más pequeños de 80 mm o cualquier tamaño no estándar; sin embargo, la videoconsola Wii parece haber derrotado este problema, ya que es capaz de cargar DVD de tamaño estándar y discos de GameCube de 80 mm en la misma unidad con carga de zócalo.
Un menor número de modelos de unidades, la mayoría unidades portables compactas (como un Discman), tienen un mecanismo de carga superior (por arriba) en el cual la tapa de la unidad se abre hacia arriba y el disco es colocado directamente sobre el rotor.
Algunas de las primeras unidades de CD-ROM usaban un mecanismo en el cual los CD tenían que ser insertados en cartuchos o cajas especiales, similares en apariencia a un disquete de 3½". Esto se hacía para proteger al disco de daños accidentales causados por introducirlos en cajas plásticas más duras, pero no ganó aceptación debido al costo adicional y los problemas de compatibilidad, como que las unidades necesitarían inconvenientemente que los discos fueran insertados en un cartucho antes de usarse.

## Interfaces de computadora
La mayoría de las unidades internas para computadoras personales, servidores y estaciones de trabajo son diseñadas para encajar en una bahía de 5¼" del gabinete y conectarse mediante una interfaz ATA o SATA.
Las unidades externas usualmente se conectan mediante interfaces USB o FireWire. Algunas versiones portables para usar con laptops se alimentan mediante baterías o mediante su bus de interfaz.
Existen unidades con interfaz SCSI, pero son menos comunes y tienden a ser más caras, debido al costo de sus chipsets de interfaz y sus conectores SCSI más complejos.
Cuando la unidad de disco óptico fue desarrollada por primera vez, no era fácil de añadir a las computadoras. Algunas computadoras como la IBM PS/2 estaban estandarizadas para los disquetes de 3½" y los discos duros de 3½", y no incluían un lugar para un dispositivo interno más grande. Además las PC de IBM y sus clones al comienzo únicamente incluían una sola interfaz ATA, la cual para el momento en el que él se introducía CD, ya estaba siendo en uso para soportar dos discos duros. Las primeras laptops no tenían incorporada una interfaz de alta velocidad para soportar un dispositivo de almacenamiento externo.

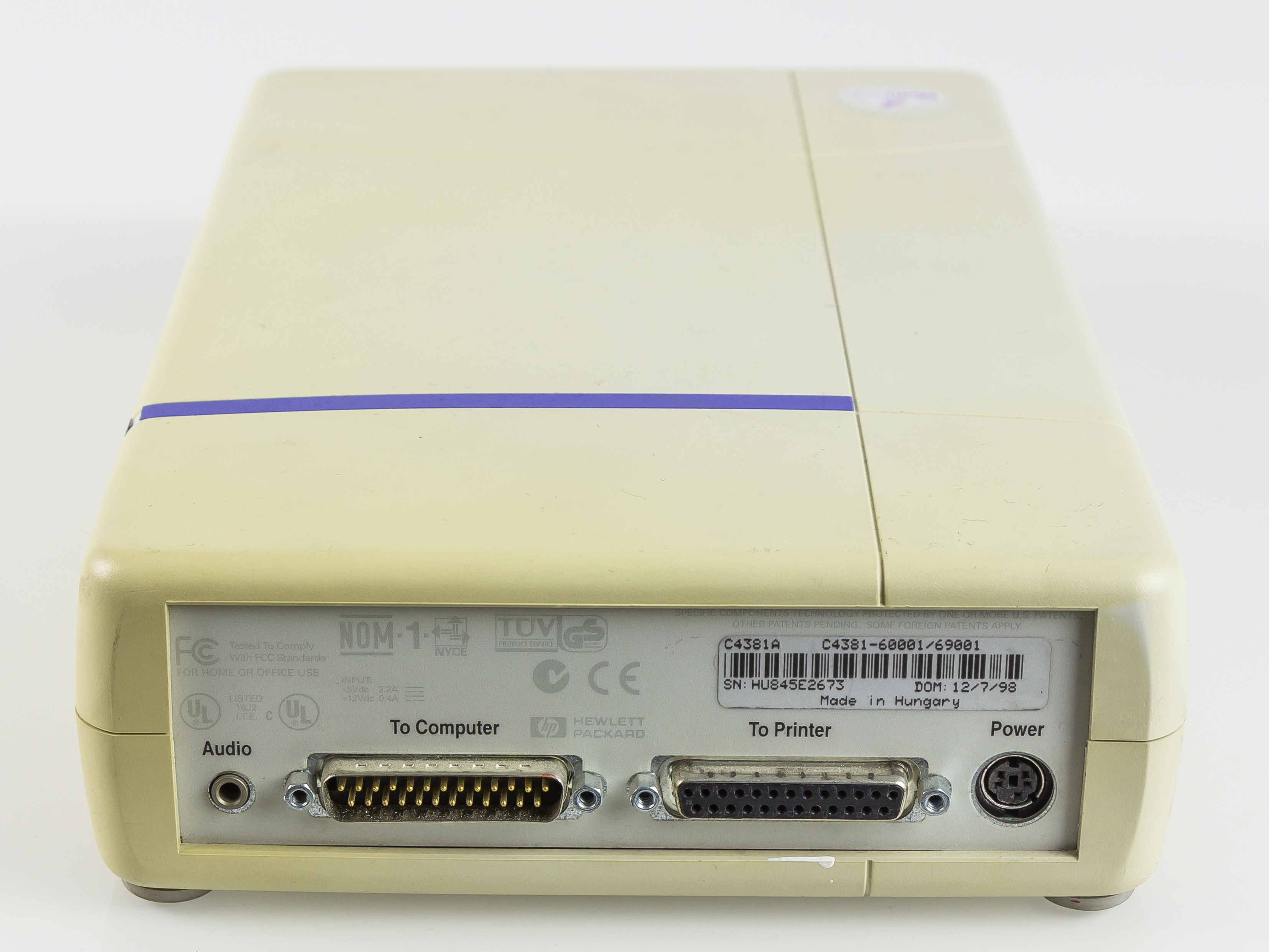
HP C4381A CD-Writer Plus 7200 Series, con puertos paralelos que se conectaban entre la impresora y la computadora.

Esto fue resuelto mediante varias técnicas:
- Las primeras tarjetas de sonido podían incluir una segunda interfaz ATA, si bien a menudo se limitaba a soportar una sola unidad óptica y ningún disco duro. Esto evolucionó en la segunda interfaz ATA moderna incluido como equipamiento estándar.
- Se desarrolló una unidad externa de puerto paralelo que se conectaba entre la impresora y la computadora. Esto era lento pero una opción para las laptops.
- También se desarrolló una interfaz de unidad óptica PCMCIA para laptops.
- Se podía instalar una tarjeta SCSI en las PC de escritorio para incorporar una unidad SCSI externa, aunque SCSI era mucho más caro que las otras opciones.

## Compatibilidad
Todas las grabadoras no graban todos los medios ópticos ni todos las lectoras leen todos. La mayoría de las unidades ópticas son retrocompatibles con sus modelos anteriores hasta el CD, si bien esto no es exigido por los estándares.
Comparado con una capa de 1,2 mm de policarbonato de un CD, el haz de láser de un DVD solo debe penetrar 0.6 mm para alcanzar la superficie de grabación. Esto permite a la unidad de DVD enfocar el haz en un punto de menor tamaño para leer surcos (pits) pequeños. Los lentes de DVD soportan un enfoque diferente para CD o DVD con el mismo láser.
Abajo se muestra una tabla con los distintos discos ópticos y lo que puede hacer cada hardware, tanto de grabación como de lectura, con ellos. En esta observamos que el hardware para CD sólo se puede usar para ellos, el de DVD se puede usar para CD y DVD y no para BD y el de BD se puede utilizar para todos los formatos.
|                                | CD planchado | CD-R      | CD-RW     | DVD planchado | DVD-R     | DVD+R     | DVD-RW    | DVD+RW    | DVD+R DL  | BD planchado | BD-R      | BD-RE     |
| ------------------------------ | ------------ | --------- | --------- | ------------- | --------- | --------- | --------- | --------- | --------- | ------------ | --------- | --------- |
| Reproductor Audio CD           | Lectura      | Lectura   | Lectura   | Ninguno       | Ninguno   | Ninguno   | Ninguno   | Ninguno   | Ninguno   | Ninguno      | Ninguno   | Ninguno   |
| Unidad de CD-ROM               | Lectura      | Lectura   | Lectura   | Ninguno       | Ninguno   | Ninguno   | Ninguno   | Ninguno   | Ninguno   | Ninguno      | Ninguno   | Ninguno   |
| Grabadora de CD-R              | Lectura      | Escritura | Lectura   | Ninguno       | Ninguno   | Ninguno   | Ninguno   | Ninguno   | Ninguno   | Ninguno      | Ninguno   | Ninguno   |
| Grabadora de CD-RW             | Lectura      | Escritura | Escritura | Ninguno       | Ninguno   | Ninguno   | Ninguno   | Ninguno   | Ninguno   | Ninguno      | Ninguno   | Ninguno   |
| Unidad de DVD-ROM              | Lectura      | Lectura   | Lectura   |               | Lectura   | Lectura   | Lectura   | Lectura   | Lectura   | Ninguno      | Ninguno   | Ninguno   |
| Grabadora de DVD-R             | Lectura      | Escritura | Escritura | Lectura       | Escritura | Lectura   | Lectura   | Lectura   | Lectura   | Ninguno      | Ninguno   | Ninguno   |
| Grabadora de DVD-RW            | Lectura      | Escritura | Escritura | Lectura       | Escritura | Lectura   | Escritura | Lectura   | Lectura   | Ninguno      | Ninguno   | Ninguno   |
| Grabadora de DVD+R             | Lectura      | Escritura | Escritura | Lectura       | Lectura   | Escritura | Lectura   | Lectura   | Lectura   | Ninguno      | Ninguno   | Ninguno   |
| Grabadora de DVD+RW            | Lectura      | Escritura | Escritura | Lectura       | Lectura   | Escritura | Lectura   | Escritura | Lectura   | Ninguno      | Ninguno   | Ninguno   |
| Grabadora de DVD±RW            | Lectura      | Escritura | Escritura | Lectura       | Escritura | Escritura | Escritura | Escritura | Lectura   | Ninguno      | Ninguno   | Ninguno   |
| Grabadora de DVD±RW / DVD+R DL | Lectura      | Escritura | Escritura | Lectura       | Escritura | Escritura | Escritura | Escritura | Escritura | Ninguno      | Ninguno   | Ninguno   |
| Unidad de BD-ROM               | Lectura      | Lectura   | Lectura   | Lectura       | Lectura   | Lectura   | Lectura   | Lectura   | Lectura   | Lectura      | Lectura   | Lectura   |
| Grabadora de BD-R              | Lectura      | Escritura | Escritura | Lectura       | Escritura | Escritura | Escritura | Escritura | Escritura | Lectura      | Escritura | Lectura   |
| Grabadora de BD-RE             | Lectura      | Escritura | Escritura | Lectura       | Escritura | Escritura | Escritura | Escritura | Escritura | Lectura      | Escritura | Escritura |

Notas:

1. 1 2  Algunos tipos de medios de CD-R con tintes menos reflexivos pueden causar problemas.
2. 1 2  Puede que no funcione en unidades no compatibles con MultiRead.
3. 1 2  Puede no funcionar en algunas de las primeras unidades de DVD-ROM.
4. 1 2 3 4  A large-scale "un test de compatibilidad" realizado por cdrinfo.com en julio de 2003 denotó que los discos DVD-R eran reproducibles por un 96,74%, los DVD+R por un 87,32%, los DVD-RW por un 87.68% y los DVD+RW por un 86,96% de los reproductores de DVD y unidades de DVD-ROM de consumo.
5. 1 2 3 4 5 6  La compatibilidad de lectura con las unidades de DVD existentes puede variar mucho con la marca de medios de DVD+R DL usada.
6. 1 2 3 4 5 6 7  Es necesaria información acerca de la compatibilidad de lectura.
7. 1 2  Puede no funcionar en unidades no compatibles con DVD Multi.
8. ↑  El firmware de la grabadora puede rehusarse a grabar en algunas marcas de medios de DVD-RW.
9. ↑  Es necesaria información acerca de la compatibilidad de lectura.
10. 1 2  Hacia abril de 2005, todas las grabadoras de DVD+R DL en el mercado son compatibles con Super Multi.
11. 1 2 3 4 5 6  Hacia octubre de 2006, las unidades de BD recientemente lanzadas son capaces de leer y escribir medios de CD.

### Clasificación de discos ópticos
Un disco óptico es un formato de almacenamiento de datos digital, que consiste en un disco circular en el cual la información se codifica, se guarda y almacena, haciendo unos surcos microscópicos con un láser sobre una de las caras planas que lo componen.

#### CD
El disco compacto (conocido como CD, por las siglas en inglés de Compact Disc) es un soporte digital óptico utilizado para almacenar cualquier tipo de información (audio, imágenes, vídeo, documentos y otros datos). En español se puede escribir 'cedé' (como se pronuncia) porque ha sido aceptada y lexicalizada su pronunciación por el uso; en gran parte de Latinoamérica se pronuncia 'sidí', como en inglés, pero la Asociación de Academias de la Lengua Española desaconseja esa pronunciación en el Diccionario panhispánico de dudas. También se acepta 'cederróm' (de CD-ROM).

#### DVD
El DVD es un disco óptico de almacenamiento de datos cuyo estándar surgió en 1995. Sus siglas corresponden con Disco Versátil Digital (Digital Versatile Disc en inglés), de modo que ambos acrónimos coinciden (en español e inglés). En sus inicios, la V intermedia hacía referencia a video (digital videodisk), debido a su desarrollo como reemplazo del formato VHS para la distribución de video a los hogares.

#### HD DVD
HD DVD (por las siglas de High Density Digital Versatile Disc), traducido al español como disco digital versátil de alta densidad, fue un formato de almacenamiento óptico desarrollado como un estándar para el DVD de alta definición por las empresas Toshiba, Microsoft y NEC, así como por varias productoras de cine. Puede almacenar hasta 30 GB.

#### Blu-ray
El disco Blu-ray, conocido como Blu-ray o simplemente BD (en inglés: Blu-ray Disc), es un formato de disco óptico de nueva generación, desarrollado por la Blu-ray Disc Association (BDA), empleado para vídeo de alta definición (HD), 3D y UltraHD y con mayor capacidad de almacenamiento de datos de alta densidad que la del DVD.

#### UMD
El Universal Media Disc (UMD), disco universal de medios, es un disco óptico desarrollado por Sony conocido sobre todo por su uso en la PlayStation Portable (PSP). Puede contener 900 MB de datos, 1,8 GB en doble capa. Puede incluir juegos, películas, música, o combinaciones de estos elementos.

## Rendimiento de grabación
Las unidades ópticas de grabación indican tres velocidades. La primera velocidad es para las operaciones de grabación de una sola vez (R), la segunda para las operaciones de regrabación (RW o RE), y la última para operaciones de solo lectura (ROM). Por ejemplo una unidad de CD de 12x/10x/32x es capaz de grabar discos CD-R a una velocidad de 12x (1,76 MB/s), grabar discos CD-RW a una velocidad de 10x (1,46 MB/s), y leer cualquier disco CD a una velocidad de 32x (4,69 MB/s).
A finales de los años 1990, los subdesbordamientos de búfer (buffer underruns) se volvieron un problema muy común a medida que las grabadoras de CD de alta velocidad comenzaban a hacer su aparición en las computadoras hogareñas y de oficina, las cuales (por una variedad de razones) no podían mantener el flujo de datos de la grabadora constantemente alimentando. Entonces, la grabadora era obligada a detener el proceso de grabación, dejando una pista truncada que usualmente hacía inútil al disco.
En respuesta a esto, los fabricantes de grabadoras de CD comenzaron a distribuir unidades con "protección contra subdesbordamiento de búfer" (bajo varias marcas comerciales, como "BURN-Proof" de Sanyo y "Lossless Link" de Yamaha). Estas protecciones pueden suspender y reanudar el proceso de grabación de tal manera que la brecha que la detención produce pueda ser correctamente tratada por la lógica de corrección de errores integrada en las unidades de CD-ROM y reproductores de CD. Las primeras unidades de este tipo tenían velocidades de 12x y 16x.

## Esquemas de grabación
La grabación de CD en computadoras personales era originariamente una tarea orientada a batch en la que se necesitaba software de autoría especializado para crear una "imagen" de los datos a grabar, y para grabarla a un disco en una sesión. Esto era aceptable para fines de archivo, pero limitaba la conveniencia general de los discos CD-R y CD-RW como medios de almacenamiento removibles.
La escritura de paquetes (packet writing) es un esquema en el que la grabadora escribe incrementalmente en los discos en pequeñas ráfagas, o paquetes. La escritura de paquetes secuencial llena el disco con paquetes de abajo hacia arriba. Para hacerlo legible en unidades de CD-ROM y DVD-ROM, el disco debe ser cerrado en cualquier momento escribiendo una tabla de contenidos al comienzo del disco; tras la escritura de la tabla de contenidos, ya no se podrán añadir más paquetes al disco. La escritura de paquetes, junto con el soporte del sistema operativo y un sistema de archivos como UDF, puede ser usado para simular una escritura de acceso aleatorio como en medios como las memorias flash y discos magnéticos.
La escritura de paquetes de tamaño fijo (en los medios CD-RW y DVD-RW) divide el disco en paquetes “acolchados” (de mayor tamaño) de tamaño fijo. Este “acolchonamiento” reduce la capacidad del disco, pero le permite a la grabadora iniciar y detener la grabación en un paquete individual sin afectar a sus vecinos. Esto se asemeja tanto al acesso de escritura de bloque ofrecido por medios magnéticos que muchos sistemas de archivo funcionarán de igual manera. No obstante, tales discos no son legibles por la mayoría de las unidades de CD-ROM y DVD-ROM o en la mayoría de los sistemas operativos sin drivers adicionales.
El formato de disco DVD+RW va más allá mediante la introducción de indicaciones de temporización más precisas en las estría de datos del disco permitiendo así que bloques de datos individuales sean reemplazados sin afectar la retrocompatibilidad (una característica denominada "vinculación sin pérdida" o lossless linking). El formato en sí fue diseñado para tratar con grabaciones discontinuas debido a que se esperaba que fuera ampliamente usado en grabadores de video digital (en inglés digital video recorders o DVR). Muchos de estos grabadores usan esquemas de compresión de video de tasas variables que requieren que la grabación se realice en pequeñas ráfagas; algunos permiten reproducir y grabar al mismo tiempo, grabando rápidamente de forma alternada en la cola del disco mientras se lee desde otro lugar.
Mount Rainier intenta hacer que los discos CD-RW y DVD+RW escritos por paquetes sean tan convenientes para usar como los medios magnéticos removibles haciendo que el firmware dé formato a nuevos discos en segundo plano y gestione los defectos de medios (mapeando automáticamente las partes del disco que han sido desgastadas mediante ciclos de borrado para reservar espacio en otra parte del disco). Hacia febrero de 2007, Windows Vista ofrece soporte nativo para Mount Rainier. Todas las versiones anteriores de Windows necesitan de una solución ajena, al igual que Mac OS X.

## Identificador único de grabadora
Debido a la presión ejercida por la industria de la música, representada por la IFPI y la RIAA, Philips desarrolló el Recorder Identification Code o RID (en español "código de identificación de grabadora") para permitir que los medios sean asociados de forma singular con la grabadora que los escribió. Este estándar está contenido en los Rainbow Books. El RID es el opuesto al Source Identification Code o SID (en español "código de identificación de fuente"), un código de proveedor de ocho caracteres que es colocado en cada CD-ROM.
El RID consiste de un código de proveedor (por ejemplo "PHI" para Philips), un número de modelo y el ID único de la grabadora.

## Historia
IBM fue líder en el desarrollo de sistemas de almacenamiento óptico durante gran parte de la historia temprana de la informática. En 1959, instalaron el Automatic Language Translator, que utilizaba un disco óptico con 170 000 palabras y frases en ruso y sus traducciones al inglés. En 1961-2 introdujeron el IBM 1360, que utilizaba pequeñas diapositivas fotográficas que se leían utilizando una lámpara incandescente convencional como fuente de luz y una fotocélula como detector. Un sistema independiente escribía los datos en las diapositivas utilizando un cañón de electrones, lo que lo convertía en un sistema de lectura/escritura. El 1360 podía almacenar medio terabit de datos y permitía un acceso semialeatorio. Un sistema similar de terceros fue el Foto-Mem FM 390.
Diversas formas de soportes ópticos, sobre todo en forma de disco, compitieron con la grabación magnética durante la mayor parte de los años 60 y 70, pero nunca llegaron a utilizarse de forma generalizada. Fue la introducción de los láseres semiconductores la que proporcionó la tecnología necesaria para que el almacenamiento óptico fuera más práctico tanto en términos de densidad de almacenamiento como de coste. Los precios bajaron hasta el punto de permitir su uso en productos de consumo, lo que llevó a la introducción en 1978 del formato analógico LaserDisc. En agosto de 1982 se presentó el CD de audio/música digital, que pronto dio lugar a un esfuerzo por estandarizar la grabación de datos en este soporte. En 1985 se presentó el «Libro Amarillo», que pasó a denominarse CD-ROM.
En 1983, Philips presentó sus primeros trabajos sobre la tecnología de unidades magneto-ópticas en una conferencia del sector. Utilizaba un láser para calentar el soporte de almacenamiento y hacerlo susceptible a los campos magnéticos, y un electroimán, similar al de los discos duros, para escribir los datos realineando el material. Funcionaba como una unidad óptica convencional durante la lectura, con el láser funcionando a niveles de energía más bajos, demasiado bajos para calentar el disco. Durante un tiempo corrió el rumor de que IBM lo utilizaría en futuras versiones del IBM PC, pero nunca llegó a concretarse. Canon introdujo una versión empaquetada en una funda similar a las utilizadas para el disquete de 3,5 pulgadas. Presentada en 1985, no se le dio mayor uso hasta 1988, cuando fue la pieza central del ordenador NeXT. A lo largo de los años 90 se introdujeron variaciones de este diseño, pero nunca llegó a ser muy popular fuera de Japón, aunque el formato Minidisc de Sony tuvo cierto éxito.
Los soportes ópticos dieron otro gran paso con la introducción en 1996 del DVD, que fue al vídeo lo que el CD a la música. Originalmente iba a llamarse «disco de vídeo digital», pero antes de su lanzamiento cambió el nombre por el de «disco versátil digital» para indicar que también era útil para el almacenamiento informático. Con el tiempo, los DVD siguieron una pauta similar a la de los CD. En 1997, Pioneer introdujo un formato de un solo uso que podía leerse en las unidades de DVD existentes, el DVD-R. Pero un segundo formato de un solo uso, el DVD-R, apareció en 1997. Pero en 2002 apareció un segundo formato de sólo escritura, el DVD+R, que dio lugar a una breve guerra de formatos antes de que se generalizaran las unidades de doble formato. En 1999 se introdujo un formato de lectura y escritura, el DVD-RW, pero, al igual que los CD anteriores, no podía ser leído por las unidades de DVD «normales». Con el tiempo, las mejoras hicieron que la mayoría de las nuevas unidades de DVD pudieran leer cualquiera de estos soportes.
Otra mejora técnica de esta época fue la introducción de láseres semiconductores de mayor frecuencia que operaban en el espectro azul y casi ultravioleta. Estas longitudes de onda más cortas, combinadas con mejoras en los soportes subyacentes, permitieron almacenar muchos más datos en un disco. Con la introducción generalizada de la televisión de alta definición a principios de la década de 2000, surgió la necesidad de un soporte capaz de almacenar archivos de vídeo mucho más grandes y de mayor resolución, lo que dio lugar a dos normas competidoras: HD DVD y Blu-ray. El primero podía producirse con los equipos de producción de DVD existentes pero (inicialmente) ofrecía formatos de vídeo de menor resolución (y menos almacenamiento de datos), mientras que el segundo requería nuevos equipos de producción pero ofrecía soporte 1080p. Con el tiempo, Blu-ray ganó la guerra de formatos de disco óptico de alta definición resultante, y Toshiba anunció su retirada de HD DVD el 19 de febrero de 2008. Fue una victoria pírrica, ya que el mercado se decantó rápidamente por los servicios de streaming. El Blu-ray sigue siendo preferible a los servicios de streaming por sus cualidades técnicas, pero su cuota de mercado será ínfima en 2023.